# John Kricfalusi
Michael John Kricfalusi (1955. szeptember 9. –) kanadai Emmy-jelölt rajzfilmkészítő. A Ren és Stimpy show című rajzfilmsorozat kitalálója, a Spümcø International animációs cég alapítója. A John K. és a Raymond Spum neveket is használja.
Az 1980-as években kezdett el dolgozni Ralph Bakshival, 1988-ban alapította meg Jim smith-szel a Spümcø International-t és alkotta meg a Ren és Stimpy című rajzfilmsorozatot. A Spümcø még abban az évben eladta a sorozatot a Nickelodeonnak. 1992-ben a csatorna megvált Kricfalusitól, majd a sorozat 1996-ban be is fejeződött. 2003-ban szabad kezet kapott, hogy elkészítse a Ren & Stimpy Adult Party Cartoon című rajzfilmet a Spike TV-nek, ez azonban három rész után lekerült a képernyőről.
Kricfalusi több énekes videóklipjéhez készített animációt, köztük Björknek és Tenacious D-nek. A Rolling Stones 1986-os videójának, a Harlem Shuffles-nek is ő volt az animátora.